# 索氏 (西夏)
索氏（？—1035年），西夏开国君主夏景宗李元昊之第二妻，党項族。
索氏平素无宠。喜欢修容装扮，娱乐音乐，调琴鼓瑟，以歌唱舞蹈消磨时光。广运二年（1035年），元昊统军攻打吐蕃唃厮啰，大败。宫中讹传他已经战死，举朝震惊。索氏听说后很高兴，每日娱乐歌舞如常，喜形于色。不久，元昊归来，索氏畏罪自杀，元昊灭其家族。